# Bijela Ploča
Bijela Ploča (en cyrillique : Бијела Плоча) est un village de Bosnie-Herzégovine. Il est situé dans la municipalité de Maglaj, dans le canton de Zenica-Doboj et dans la fédération de Bosnie-et-Herzégovine. Selon les premiers résultats du recensement bosnien de 2013, il compte 670 habitants.

## Démographie

### Évolution historique de la population
| 1948 | 1953 | 1961 | 1971  | 1981 | 1991  | 2013 |
| ---- | ---- | ---- | ----- | ---- | ----- | ---- |
| -    | -    | 761  | 1 001 | 960  | 1 004 | 670  |

|  |

### Communauté locale
En 1991, la communauté locale de Bijela Ploča comptait 1 192 habitants, répartis de la manière suivante :